# Caccia al cinghiale (Mondavio)

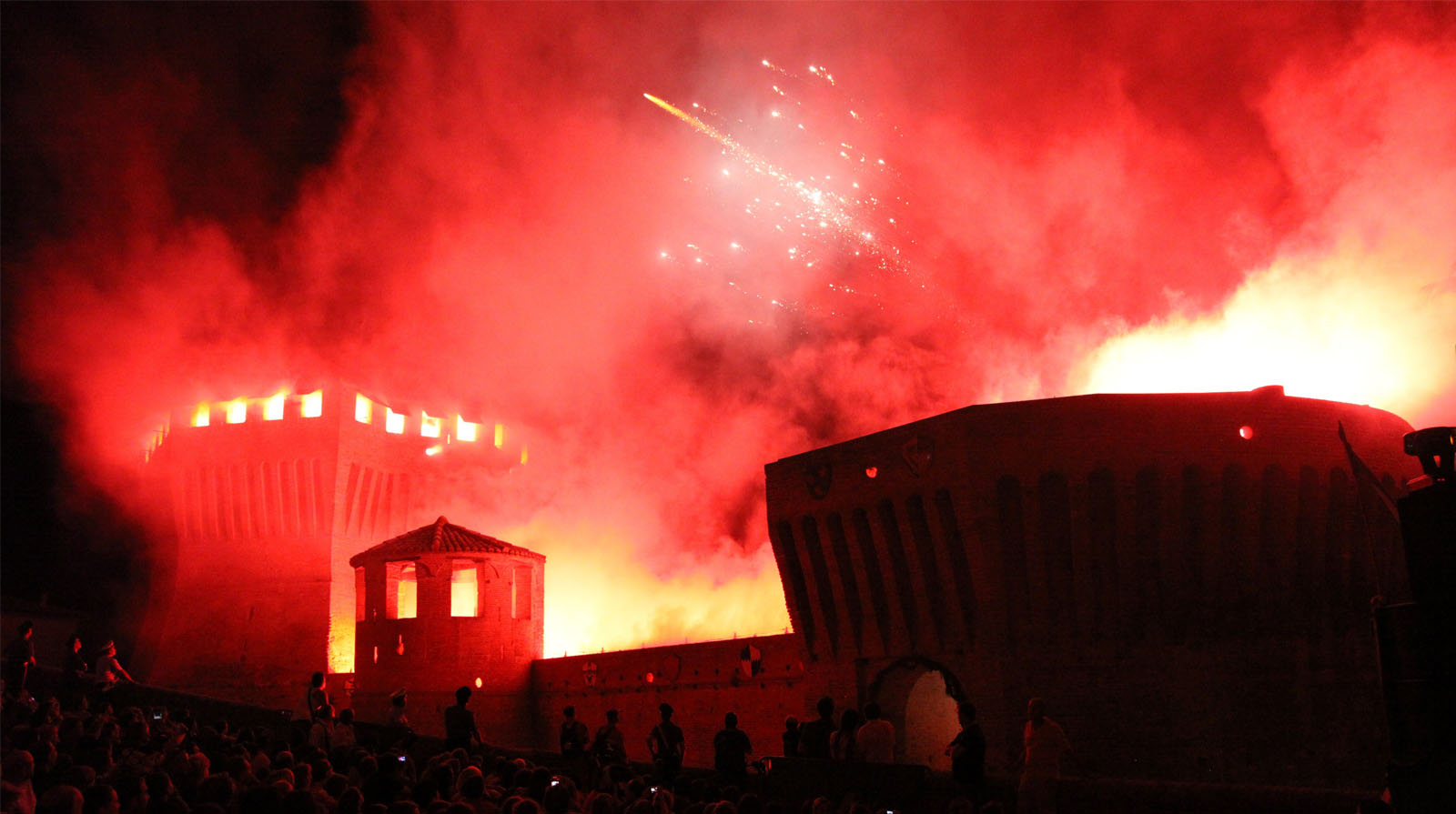
Spettacolo pirotecnico della rievocazione Caccia al Cinghiale

La Caccia al Cinghiale è una rievocazione storica che si tiene a Mondavio dal 12 al 15 agosto. La manifestazione storica rievoca l'arrivo a Mondavio di Giovanni Della Rovere per la presa di possesso del vicariato, dono del Papa Sisto IV, in occasione delle nozze con Giovanna Feltria, figlia di Federico da Montefeltro. Filo conduttore è il Gruppo Arcieri, Balestrieri Storici e Corte Roveresca, creato in memoria di quei personaggi del passato che si sono distinti nel campo militare, nelle umane lettere, nelle leggi, nell'astrologia e sono stati consiglieri di illustre famiglie italiane ed estere.
Un importante evento che si tiene durante la manifestazione storica è l'immancabile banchetto rinascimentale, dove per una notte è possibile varcare le porte del tempo in un'atmosfera magica. I commensali, vestiti appositamente, sono graditi ospiti di un personaggio che rappresenta il Duca Giovanni della Rovere, mentre musici e giullari allietano la serata e le ancelle e gli scalchi servono pietanze d'altri tempi.

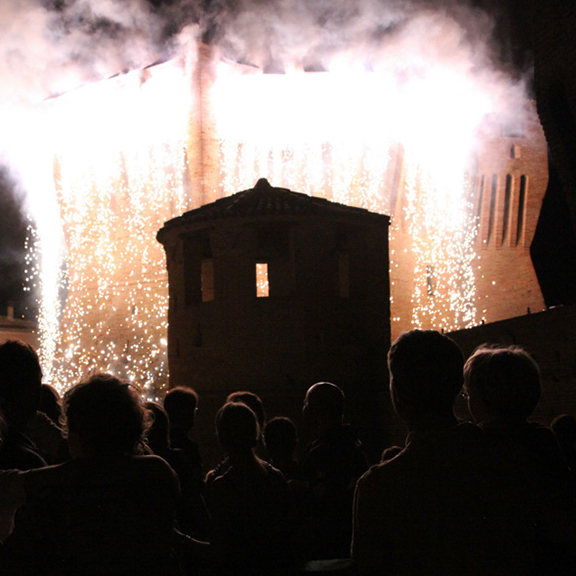
Incendio alla Rocca roveresca di Mondavio

La festa raccoglie diverse taverne in cui è possibile cenare e diversi spettacoli organizzati da giocolieri e maniscalchi, prima di godersi l'ormai celebre "Spettacolo del Suoni e Luci" che ogni anno racconta una storia ellenica rappresentativa dell'epoca e che culmina in un boato di fuochi d'artificio e nel simbolo principale della rievocazione: l'incendio alla Rocca roveresca.

## Storia
Nel 1474 Giovanni della Rovere, nipote del Papa Sisto IV, diventa Signore di Senigallia e del vicariato di Mondavio. La concessione di questi territori era avvenuta per consentire al Pontefice di trattare da pari a pari il matrimonio, che avrebbe unito la casata dei Della Rovere con quella dei Montefeltro. Giovanna, figlia di Federico, creato Duca nello stesso anno, avrebbe sposato il diciassettenne nipote del Papa.
La concessione del vicariato di Mondavio era particolarmente importante, perché il suo territorio univa la Signoria di Senigallia al Ducato Urbinate. La rievocazione storica ricorda il fastoso corteo che si mosse da Urbino per la presa di possesso ufficiale dei nuovi possedimenti rovereschi e ripercorre, con rigore storico, le tappe che sottolineano quella che possiamo definire una vera e propria festa. Accompagnato dal suocero, il Duca Federico e dai maggiori esponenti della corte, Giovanni arriva a Mondavio. Nell'ultimo tratto del percorso gli erano andati incontro alcuni tra i principali rappresentanti della comunità mondaviese, mentre alla porta principale della città lo accoglievano le autorità cittadine per richiedergli nuovi capitoli che il Signore avrebbe dovuto redigere in comunione con la Sua gentile consorte, come atto di benevolenza verso i suoi sudditi.
Nell'anno 1476 verranno pubblicati i Capitoli della Illustrissima et Eccellentissima Madonna Giovanna Feltria de Ruvere Prefectissa de Roma per lo bono Regolamento della Comunità de Mondavio”. La comunità offriva al Signore una manifestazione che rievocava le antiche tradizioni del paese ed alcune gare di abilità in cui si cimentava la gioventù del loco. Ogni anno, da allora, anche in forme diverse, in Agosto Mondavio rievoca questo episodio felice della sua storia, perché a Giovanni Della Rovere esso deve per mano di Francesco di Giorgio Martini, la costruzione della sua importante Rocca Roveresca di Mondavio, massima espressione delle fortificazioni militari del primo Rinascimento italiano.

### Motivazione culturale
La memoria delle tradizioni locali contribuisce alla formazione dell'identità personale e del senso d'appartenenza ad una comunità, accresce l'amore per la propria terra, favorisce l'inserimento nella realtà locale, migliora l'aspetto economico, partecipa al mantenimento dei beni culturali ed architettonici. La “Caccia al Cinghiale” con il banchetto, i sapori nelle taverne, Il giardino del cortigiano, il bivacco, i corteggi, le gare di tiro con l'arco e con la balestra, i giochi di bandiera e di nastri, gli attori, i danzatori, gli artisti da strada e le musiche del tempo antico, quando Mons Avium viveva gli splendori del Rinascimento, ci propone uno spettacolo che anima il Centro Storico restituendogli la Sua antica immagine.

### Motivazione storica
La festa rievoca l'arrivo a Mondavio di Giovanni Della Rovere per la presa di possesso del vicariato dono del Papa Sisto IV in occasione delle nozze con Giovanna Feltria figlia di Federico da Montefeltro.
Il "fatto storico rievocato" ci aiuta a capire il ruolo di Mondavio nel vicariato che ha caratterizzato l'urbanistica, la cultura, la organizzazione sociale, politica, religiosa, militare ed economica di tutto il territorio della Valle del Cesano, legato ai grandi personaggi, fra i quali: Sigismondo Pandolfo Malatesta, il Card. Piccolomini, il Card. Albornoz, la Famiglia Sforza, Federico da Montefeltro, i Papi Sisto IV e Giulio II, Giovanni, Guidubaldo, Francesco Maria I e II Della Rovere, Francesco di Giorgio Martini, Baccio Pontelli, Raffaello, Piero della Francesca, i ceramisti ed altri.

## Il gruppo storico

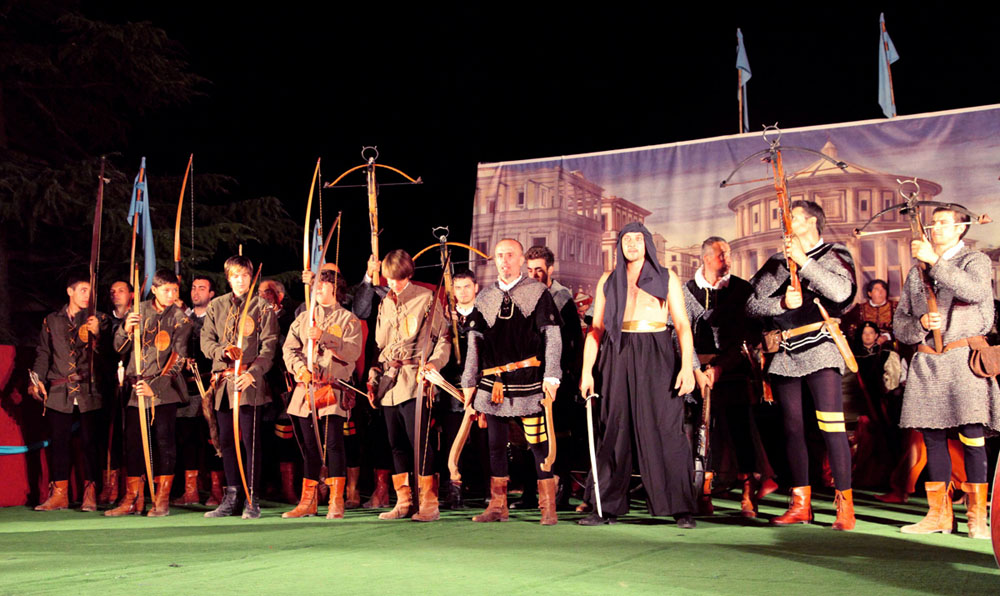
Gruppo Arcieri, Balestrieri storici e Corte roveresca di Mondavio

Il Gruppo Arcieri, Balestrieri Storici e Corte Roveresca indossa fastosi costumi del Rinascimento Italiano, è composto di arcieri, balestrieri, spadaccini, armati, vessilliferi, cortigiani, ancelle, tamburini, trombettieri ed altri figuranti. Il gruppo storico è il cuore principale e colonna portante della rievocazione storica Caccia al Cinghiale.
Rappresenta un momento di storia e di teatro, frammenti della rievocazione storica Caccia al Cinghiale che ogni anno si ripete a Mondavio dal 12 al 15 Agosto. Gli Arcieri ed i Balestrieri ricordano la Brigata Feltria, compagnia militare al servizio dei condottieri Federico da Montefeltro e Giovanni della Rovere. Il Gruppo Arcieri si esibisce all'interno di manifestazioni in Italia ed all'Estero.
Lo spettacolo che propone comprende il corteggio dei figuranti con animazione di tamburi, trombe, vessilli, bombarde e l'esibizione in Piazze, Corti, Giardini e altri spazi con:
- Saluto alla città ospitante e breve presentazione
- Dimostrazione di tiri con l'arco storico di precisione e a comando
- Tiro di precisione con la balestra manesca
- Dimostrazione di vessilli di guerra: segnali in un combattimento
- Simulazione di duelli con spade e bastoni
- Il gioco fra i cortigiani: i nastri e la grande medusa
- Inno di saluto del Gruppo con coreografie di giochi pirotecnici

### I componenti
L'uso del tiro con l'arco risale all'epoca preistorica. È la più antica arma da lontano e trova uso corrente nel medioevo. Gli arcieri propongono una gara di abilità ad eliminazione.
La balestra è un perfezionamento dell'arco tradizionale con l'introduzione di un sistema meccanico che consente di tendere, con uno sforzo limitato, un arco molto robusto. Le balestre antiche possono essere portatili o da posizione e scagliano dardi in un bersaglio detto 'corniolo'. È molto usata sia nel medioevo che nel rinascimento. I balestrieri eseguono una prova di precisione.
La Corte e le Ancelle propongono animazioni e giochi che si svolgevano di solito nelle Corti Rinascimentali. Il gioco dei nastri crea figure che simboleggiano il mare, le onde, la stella, la medusa, la conchiglia, la rete. Il fuoco e il fumo creano l'ambientazione.
Il drappo dei vessilliferi ha un preciso significato sia nei colori che nei simboli, è usato quale segno di riconoscimento araldico per orientamento e guida in battaglia. I vessilliferi eseguono dei movimenti che riproducono i segnali in un combattimento.
I musici eseguono brani e squilli, rielaborazioni di componimenti rinascimentali. Il tamburo e la tromba sono state un tempo guida nella guerra come lo sono oggi nello spettacolo.

## Il banchetto rinascimentale

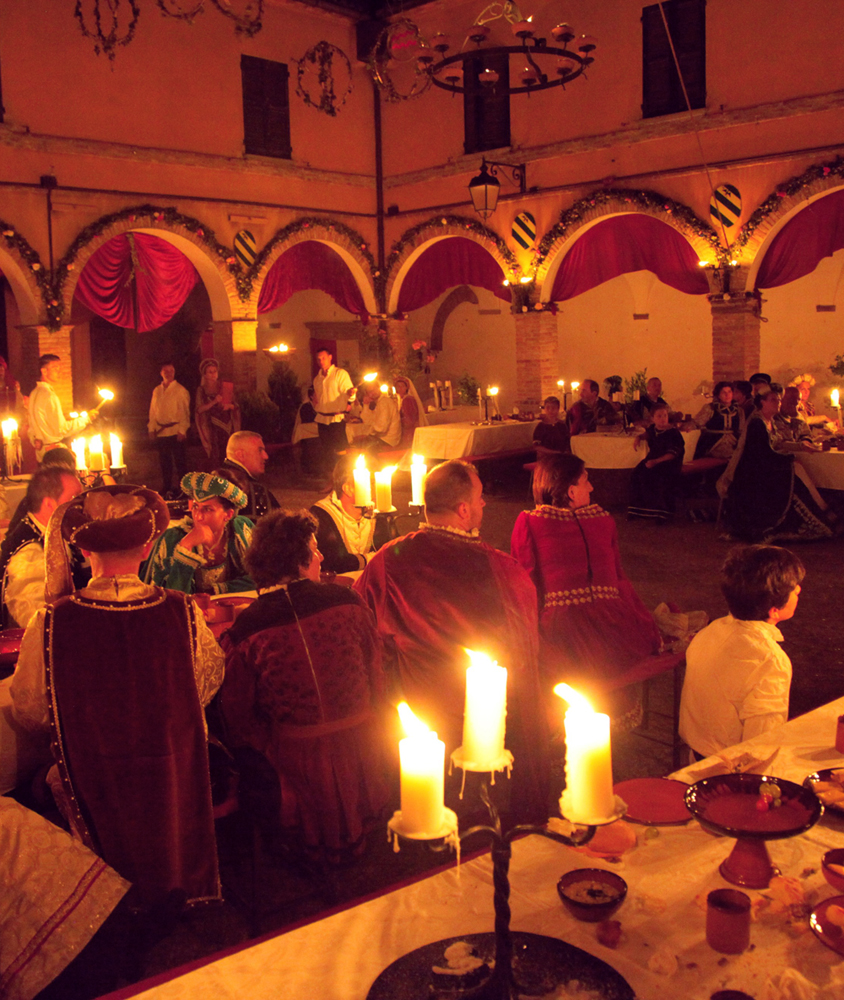
Il banchetto rinascimentale nel chiostro francescano

In questo evento verrà offerta l'opportunità di rivivere da protagonisti il fascino dei banchetti del Rinascimento italiano: si potranno gustare pietanze d'altri tempi, ammirare gli spettacoli di allora e per una notte indossare abiti del '400 da resi disponibili dall'organizzazione della Pro Loco.
Il banchetto si svolge durante il periodo della rievocazione storica Caccia al Cinghiale, all'interno del Chiostro Francescano opportunamente preparato e per l'occasione chiuso al pubblico.
Anticamente era per il Signore l'occasione di dimostrare pubblicamente la propria grandezza attraverso l'ostentata ricchezza delle sue tavole, degli abiti, degli spettacoli ed il numero dei suoi servitori. La sua tavola era sopraelevata rispetto alle altre e spesso coperta da un baldacchino, simbolo di prestigio. I posti dei commensali venivano assegnati in ordine gerarchico, secondo la vicinanza della persona del Signore.
Le coppie tra i commensali, un cavaliere ed una dama, per tradizione mangiavano dallo stesso piatto e bevevano dalla stessa tazza. Sulla tavola non erano presenti posate, così si usavano le mani e, prima di mangiare e dopo di ogni portata, veniva offerta acqua odorifera per detergersi. Grande protagonista del banchetto era la musica e le animazioni, che non dovevano mai mancare, accompagnavano le vivande e servivano per rendere più gradevole il convivio.